# Eurosat – CanCan Coaster
Der Eurosat – CanCan Coaster ist eine Dunkelachterbahn im Europa-Park Rust in Baden-Württemberg. Die Achterbahn wurde am 13. September 2018 eröffnet und ist der Nachfolger der ehemaligen Dunkelachterbahn Eurosat.

## Thematisierung
Als Eingang für die Attraktion dient ein Nachbau des Pariser Theaters Moulin Rouge. Danach folgen mehrere französisch thematisierte Räume im Wartebereich, darunter ein an die Pariser Weltausstellung angelehnter Bereich, sowie ein Pariser Atelier. In einem der Räume findet man halb zugedeckt unter einem Laken, den alten Roboter des vorigen Themas (Weltraum) als Erinnerung.
Vor der Einfahrt in den Trommellift fährt man an einigen Absinthflaschen vorbei, auf die mit Hilfe von Kurzdistanzbeamern Funkeneffekte projiziert werden. In der Mitte der Haspel befindet sich eine Pariser Gebäudefassade und ein Nachbau des Eiffelturms. Während der Fahrt durchfährt der Zug mehrere mit Schwarzlicht beleuchtete 2D-Dekoelemente. Diese wurden zum Saisonstart 2019 von Schwarzlichtkünstlern überarbeitet.
Des Weiteren wurden zum Saisonstart 2019 bei der Drehweiche am Ende der Fahrt rote Vorhänge aufgehängt. Dort befindet sich neu auch eine Bühne, auf die der berühmte Cancan-Tanz projiziert wird. Danach fährt man noch durch eine Kulisse eines Pariser Sonnenaufgangs mit imposantem Feuerwerk. Schlussendlich mündet der Flug über das nächtliche Paris wieder im Garten des Moulin Rouge.

## Die alte Version
Die alte Version der Dunkelachterbahn wurde 1989 mit dem Thema Weltraum eröffnet und mit Ende der Sommersaison am 5. November 2017 geschlossen. Das Streckenlayout gleicht dem der neuen Version. Diese Ähnlichkeit wurde zu Ehren des Mitgründers des Europa-Parks, Franz Mack, beibehalten. Der Soundtrack der ehemaligen Eurosat wurde im Trommellift wiederverwendet.

## Virtual Reality
Die Eurosat erhielt mit ihrer Umgestaltung einen VR-Bahnhof, der separat zum Eurosat CanCan Coaster bedient wird. Hierbei setzen sich die Fahrgäste spezielle Helme auf. Der Bahnhof wird durch eine Drehweiche bedient, mit deren Hilfe der Zug auf die normale Strecke des CanCan-Coaster gefahren werden kann.
Als Film wurde von 2018 bis 2023 während der Fahrt eine Anlehnung an Luc Bessons Kinofilm Valerian gezeigt. Seit dem 16. April 2024 wird ein Film basierend auf Das Phantom der Oper nach der Fassung von Andrew Lloyd Webber gezeigt.
Die zusätzliche Attraktion hat eine offizielle Fahrzeit von etwa sieben Minuten, welche jedoch bereits mit der sogenannten Pre-Show beginnt. Die Fahrgäste bekommen die VR-Geräte in einem Vorraum aufgesetzt, die Geschichte beginnt bereits; mit den Geräten auf dem Kopf werden die Besucher in die Bahn geführt.
Für Valerian wurden je nach Besucherzahl bis zu zwei Züge eingesetzt, was zu einer Kapazität von bis zu 210 Personen pro Stunde führte. Für Das Phantom der Oper gibt es während der Einführungsphase noch eine geringere Kapazität.